# 아부자
아부자(영어: Abuja, 문화어: 아부쟈)는 나이지리아의 수도이자 8번째로 가장 인구가 많은 도시이다. 연방 수도 지구(FCT) 내 나이지리아의 중심에 위치하고 있으며, 주로 1980년대에 월리스, 로버츠, 맥하그 & 토드(WRMT – 건축가들의 그룹)로 이루어진 3개의 미국 계획 및 건축 회사의 컨소시엄인 국제 계획 협회(IPA)에 의한 마스터 플랜에 기초하여 건설된 계획 도시이다. 아부자의 중심 업무 지구는 일본인 건축가 단게 겐조에 의해 설계되었다. 1991년 12월 12일에 나이지리아에서 가장 인구가 많은 도시인 라고스를 대신하여 수도가 되었다.
2006년 인구 조사에서 아부자의 인구는 776,298명, 179,674명으로 나이지리아에서 가장 인구가 많은 10개 도시 중 하나(2006년 기준 8위)이다. 유엔에 따르면, 아부자는 2000년과 2010년 사이에 139.7% 성장하여 세계에서 가장 빠르게 성장한 도시가 되었다. 2015년 현재, 그 도시는 적어도 35%의 연간 성장을 경험하고 있으며, 아프리카 대륙에서 가장 빠르게 성장하는 도시이자 세계에서 가장 빠르게 성장하는 도시 중 하나의 위치를 유지하고 있다. 2016년 현재, 아부자의 수도권은 600만 명으로 추정되고 있으며, 나이지리아에서 가장 인구가 많은 도시로서 라고스 다음이다.
주요 종교 유적지는 나이지리아 국립 모스크와 나이지리아 기독교 센터를 포함한다. 그 도시는 은남디 아지키웨 국제공항에 의해 제공된다. 아부자는 아프리카에서 가장 부유한 곳 중 하나일 뿐만 아니라 목적에 맞게 건설된 몇 안 되는 수도 중 하나로 유명하다.
아부자는 나이지리아의 행정 및 정치 수도이다. 지역 문제에 대한 나이지리아의 지정학적인 영향 때문에 그것은 또한 아프리카 대륙의 주요 수도이다. 아부자는 또한 회의 센터이고 2003년 영연방 정부 수반 회의와 2014년 세계 경제 포럼과 같은 다양한 회의를 매년 개최한다. 아부자는 2016년에 유네스코 글로벌 학습 도시 네트워크에 가입했다.

## 행정부
아부자 시는 아부자 시정 구역 위원회에 의해 운영된다. 이 도시는 시민 행정 외에도 나이지리아 연방 정부의 위치이며, 마찬가지로 연방 수도 구역을 포괄하는 연방 수도 구역을 담당하는 연방 수도 지구 관리청이다.

### 아부자 시의회
아부자 시의회는 그 도시의 행정을 책임지는 지방 정부이다. 평의원 선거와 의장 선거는 정기적으로 실시된다. 인민민주당은 2010년과 마찬가지로 2013년 선거에서 승리했다.

### 연방 수도 지구청
연방 수도 지구는 중앙 정부가 임명하는 연방 수도 지구 장관 말람 무하마드 벨로가 이끌고 있다. 연방 수도 지구 장관은 아부자 광역 관리 위원회에 위원을 임명한다.

## 지리
아부자의 해발고도는 360m이다.

### 기후
쾨펜의 기후 구분에 따른 아부자는 열대 사바나 기후(쾨펜의 기후 구분 Aw)를 특징으로 한다. FCT는 매년 세 가지 기상 조건을 경험한다. 여기에는 따뜻하고 습한 장마와 맹렬한 건조한 계절이 포함된다. 이 둘 사이에는 북동쪽 무역 바람에 의해 발생하는 짧은 하르마탄이 있으며, 주요 특징은 먼지 안개와 구름 없는 하늘이다.
장마는 4월부터 시작하여 10월에 끝나는데, 낮 기온이 섭씨 28도에서 30도까지 오르고 밤 최저 기온이 섭씨 22도에서 23도까지 맴돈다. 건조기에는 낮 기온이 섭씨 40도까지 치솟고 밤사이 기온이 15도까지 떨어진다. 가장 시원한 밤에도 낮 기온이 섭씨 30도를 훨씬 웃도는 곳이 있다. FCT의 중간 고도와 기복이 심한 지형은 이 지역의 날씨에 조절하는 영향으로 작용한다. 도시의 내륙 위치는 라고스와 같은 유사한 기후를 가진 해안 도시보다 낮 기온 변화가 훨씬 더 크다.
FCT의 강우량은 매년 4월부터 10월까지 장마철에 비가 자주 내리면서 조스 고원의 바람이 부는 쪽과 대기 질량이 증가하는 지역의 위치를 반영한다.
나이지리아 기상청과 이모 주립 대학교의 대기 과학 그룹이 수행한 연구에 따르면 아부자에서 기후 변화의 영향이 관찰되었다. 1993년과 2013년 사이에 평균 최고 기온은 하락 추세였지만, 평균 최저 기온과 평균 기온은 상승 추세였다. 1986년과 2016년 사이에 수집된 데이터에 기초하여 아부자의 강우량은 하락 추세였다. 아부자의 가뭄 발생 확률은 1975년과 2014년 사이에 15.4% 증가했다.
| 아부자 (1991년~2020년)의 기후 | 아부자 (1991년~2020년)의 기후 | 아부자 (1991년~2020년)의 기후 | 아부자 (1991년~2020년)의 기후 | 아부자 (1991년~2020년)의 기후 | 아부자 (1991년~2020년)의 기후 | 아부자 (1991년~2020년)의 기후 | 아부자 (1991년~2020년)의 기후 | 아부자 (1991년~2020년)의 기후 | 아부자 (1991년~2020년)의 기후 | 아부자 (1991년~2020년)의 기후 | 아부자 (1991년~2020년)의 기후 | 아부자 (1991년~2020년)의 기후 | 아부자 (1991년~2020년)의 기후 |
| 월                            | 1월                           | 2월                           | 3월                           | 4월                           | 5월                           | 6월                           | 7월                           | 8월                           | 9월                           | 10월                          | 11월                          | 12월                          | 연간                          |
| ----------------------------- | ----------------------------- | ----------------------------- | ----------------------------- | ----------------------------- | ----------------------------- | ----------------------------- | ----------------------------- | ----------------------------- | ----------------------------- | ----------------------------- | ----------------------------- | ----------------------------- | ----------------------------- |
| 역대 최고 기온 °C (°F)        | 40.0 (104.0)                  | 42.0 (107.6)                  | 42.0 (107.6)                  | 41.0 (105.8)                  | 39.7 (103.5)                  | 37.8 (100.0)                  | 34.7 (94.5)                   | 33.5 (92.3)                   | 34.0 (93.2)                   | 40.0 (104.0)                  | 38.1 (100.6)                  | 39.0 (102.2)                  | 42.0 (107.6)                  |
| 일평균 최고 기온 °C (°F)      | 35.2 (95.4)                   | 36.9 (98.4)                   | 37.3 (99.1)                   | 35.6 (96.1)                   | 32.9 (91.2)                   | 30.8 (87.4)                   | 29.5 (85.1)                   | 28.7 (83.7)                   | 29.9 (85.8)                   | 31.3 (88.3)                   | 34.2 (93.6)                   | 35.0 (95.0)                   | 33.1 (91.6)                   |
| 일일 평균 기온 °C (°F)        | 26.9 (80.4)                   | 29.3 (84.7)                   | 30.7 (87.3)                   | 30.0 (86.0)                   | 28.1 (82.6)                   | 26.6 (79.9)                   | 25.7 (78.3)                   | 25.2 (77.4)                   | 25.7 (78.3)                   | 26.5 (79.7)                   | 26.9 (80.4)                   | 26.3 (79.3)                   | 27.3 (81.1)                   |
| 일평균 최저 기온 °C (°F)      | 18.5 (65.3)                   | 21.6 (70.9)                   | 24.1 (75.4)                   | 24.4 (75.9)                   | 23.3 (73.9)                   | 22.3 (72.1)                   | 22.0 (71.6)                   | 21.8 (71.2)                   | 21.6 (70.9)                   | 21.6 (70.9)                   | 19.7 (67.5)                   | 17.7 (63.9)                   | 21.5 (70.7)                   |
| 역대 최저 기온 °C (°F)        | 11.0 (51.8)                   | 13.7 (56.7)                   | 15.0 (59.0)                   | 14.0 (57.2)                   | 15.0 (59.0)                   | 17.2 (63.0)                   | 16.0 (60.8)                   | 15.0 (59.0)                   | 18.0 (64.4)                   | 16.5 (61.7)                   | 13.0 (55.4)                   | 8.9 (48.0)                    | 8.9 (48.0)                    |
| 평균 강수량 mm (인치)         | 0.8 (0.03)                    | 5.9 (0.23)                    | 22.4 (0.88)                   | 72.8 (2.87)                   | 156.7 (6.17)                  | 194.4 (7.65)                  | 249.8 (9.83)                  | 308.3 (12.14)                 | 229.4 (9.03)                  | 169.5 (6.67)                  | 9.7 (0.38)                    | 1.3 (0.05)                    | 1,421.1 (55.95)               |
| 평균 강수일수 (≥ 1 mm)        | 0.1                           | 0.4                           | 1.9                           | 6.0                           | 11.3                          | 12.2                          | 15.0                          | 17.3                          | 16.0                          | 13.0                          | 0.9                           | 0.0                           | 94.0                          |
| 평균 상대 습도 (%)            | 44.4                          | 44.9                          | 56.1                          | 71.5                          | 80.9                          | 84.7                          | 86.8                          | 88.0                          | 86.8                          | 83.4                          | 65.8                          | 50.9                          | 70.3                          |
| 출처: 미국 해양대기청         |                               |                               |                               |                               |                               |                               |                               |                               |                               |                               |                               |                               |                               |

### 초목
FCT는 서아프리카 아지역의 기니 숲 사바나 모자이크 지역에 속한다. 그러나 열대 우림의 일부는 과과 평원, 특히 그 지역의 남동부의 울퉁불퉁한 지역에서 발생하며, 그곳에서는 걸리와 거친 지형의 풍경이 발견된다. 연방 수도 지구(FCT)의 이 지역들은 나이지리아에서 성숙한 숲 식물이 남아있는 몇 안 되는 지역들 중 하나를 형성한다.

## 인구 통계
2006년 인구 조사에서, 아부자의 인구는 776,298명이었고, 당시 나이지리아에서 8번째로 가장 인구가 많은 도시가 되었다. 유엔의 수치는 아부자가 2000년과 2010년 사이에 139.7% 성장하여, 세계에서 가장 빠르게 성장한 도시가 되었다는 것을 보여주었다. 2015년 현재, 그 도시는 최소한 35%의 연간 성장을 경험하고 있고, 아프리카 대륙에서 가장 빠르게 성장하는 도시이자 세계에서 가장 빠르게 성장하는 도시 중 하나의 위치를 유지하고 있다.

### 집합 도시
아부자는 도시로 거대한 사람들의 유입을 목격했고, 성장은 카루 도시 지역, 술레자, 과그왈라다, 루그베, 쿠제 및 계획된 도시가 뻗어있는 작은 정착지와 같은 위성 도시의 출현으로 이어졌다. 아부자를 중심으로 한 도시 집적지의 인구는 2022년에 3,770,000명으로 추정되었다. 아부자의 수도권은 2016년에 나이지리아에서 두 번째로 인구가 많은 지하철 지역인 600만 명으로 추정되었다. 이 도시에는 주로 ECOWAS 하위 지역 출신의 사람들로 구성된 크고 성장하는 이민자 공동체가 있다. 이 도시는 지난 15년 동안 빠른 물리적 발전 속도를 겪고 있다.

## 교육
아부자는 나이지리아에서 양질의 중등 교육 후 교육을 제공하는 주 중 하나로도 알려져 있다. 공립 대학과 사립 대학 모두의 증가하는 존재로 인해 학생들에게 빠르게 명소가 되고 있다.